# Království Thonburi
Království Thonburi (thajsky อาณาจักรธนบุรี) bylo hlavní siamské, resp. thajské království existující v letech 1767–1782 v Jihovýchodní Asii. Navazovalo na Ajutthajské království s hlavním městem Ajutthaja, které zpustošili Barmánci, včetně hlavního města Ajutthaja. Název obnoveného thajského království, založeného díky úspěšné vzpouře proti Barmáncům, je odvozen od nového hlavního města Thonburi (thajsky ธนบุรี).

## Historie

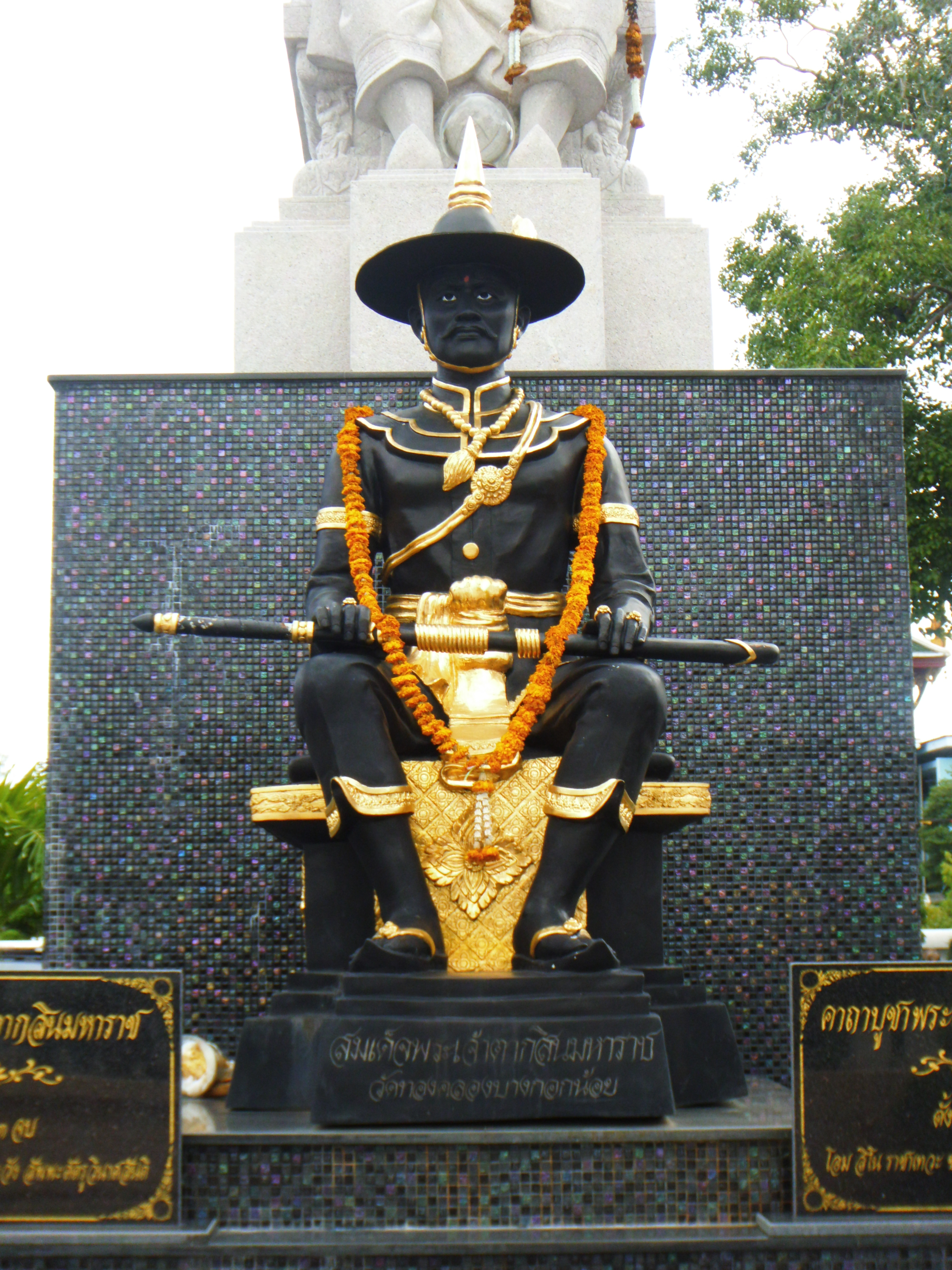
Jeden z památníků oslavujících krále Taksina

Rok 1767 je po dvou barmsko-siamských válkách (1547–1549 a 1759–1760) považován za zánik siamského Ajutthajského království. Toho roku byla Barmánci dobyta Ajutthaja, centrum říše a milionová metropole, kterou zcela vyvrátili. Asi 30 000 lidí bylo odvlečeno do zajetí, včetně královské rodiny. Za půl roku sice generál Taksin zorganizoval proti Barmáncům úspěšnou vzpouru a nechal se korunovat králem, ovšem hlavní město bylo natolik zdevastované, že své sídlo přesunul do Thonburi (dnes součást Bangkoku). Království Thonburi trvalo pouze čtrnáct let. V průběhu časového úseku se stihla ještě jedna barmsko-siamská válka (1775–1776), která dopadla nerozhodně. Taksin byl roku 1782 svými dvořany prohlášen za nepříčetného a zabit. Nová dynastie Čakríů, kterou založil Taksinův hlavní velitel Chao Phraja Čakrí, opět přesunula hlavní město, a to nyní na opačný břeh řeky Čaophraja, do Bangkoku. Tím skončilo siamské království Thonburi a vzniklo království Rattanakosin.